# Tartana
|  | Per a altres significats, vegeu «tartana (barca)». |

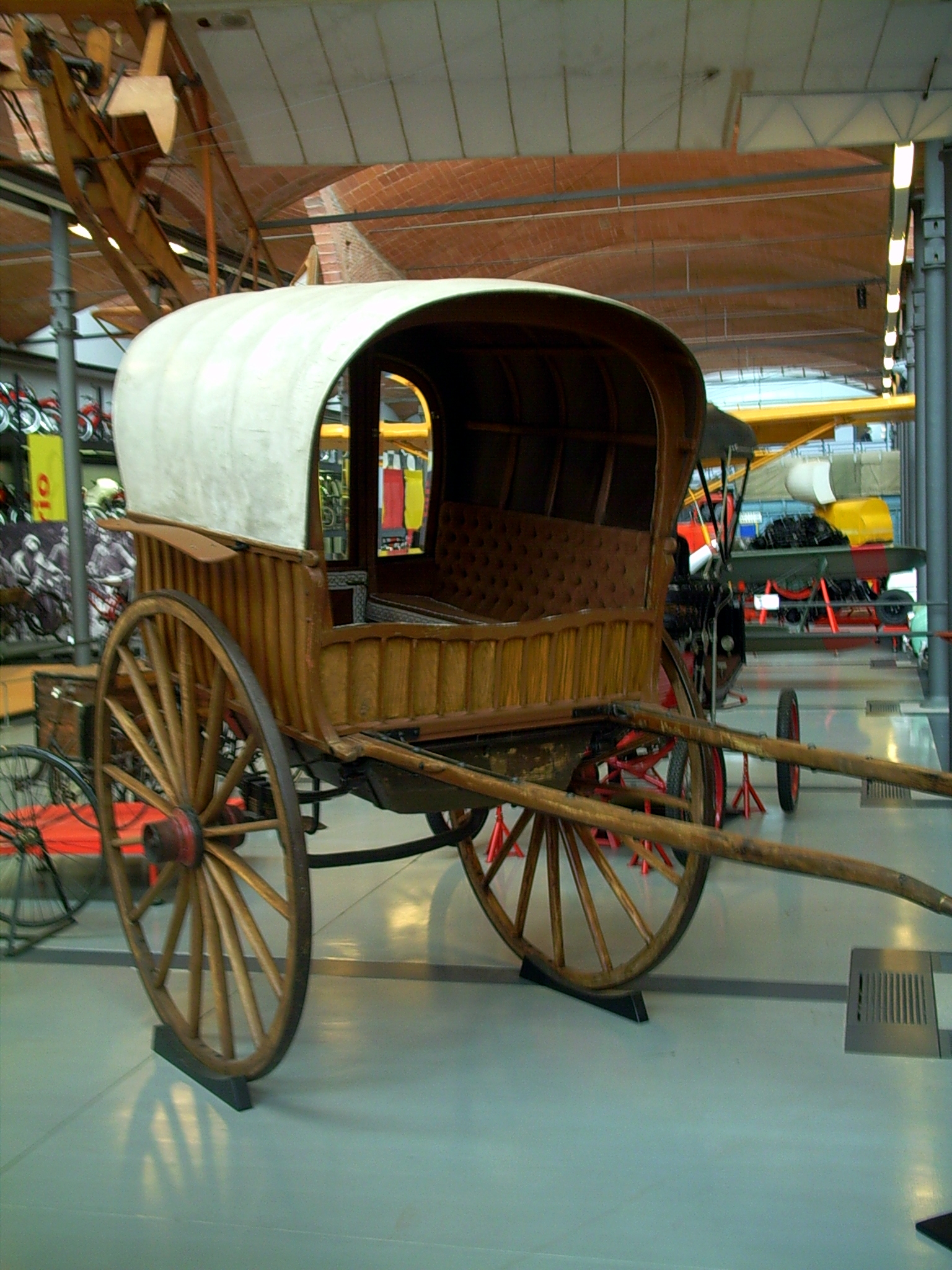
Tartana catalana

La tartana és un petit carro o carruatge de dues vares i dues rodes, amb coberta de lona i tir de sang. Va muntat sobre una suspensió de ballesta. Per davant es tanca amb tauler de dos vidres i per darrere, amb portella i vidre. La tartana està dissenyada per a transportar diverses persones a l'interior assegudes en dos seients col·locats en cada un dels seus laterals. A la vara dreta té un estrep que utilitza el conductor i un altre a la part posterior. Per la seva banda, el seient del conductor és una taula reduïda folrada de cuir unida a la trobada de la vara dreta i la caixa. També hi ha la tartana quadrada que només es diferencia de l'anterior en què els taulers i la coberta formen un paral·lelogram. A Irlanda, al segle xix i començaments del XX es va emprar una variant anomenada jaunting car per al transport de viatgers i que tenia la particularitat que els seients dels passatgers estaven col·locats transversalment a la direcció de la marxa, ben encarats cap endins o bé cap a fora amb un estrep sobresortint del pla de les rodes per recolzar els peus. Avui se segueixen fent servir en alguns llocs de l'illa com a atracció turística.

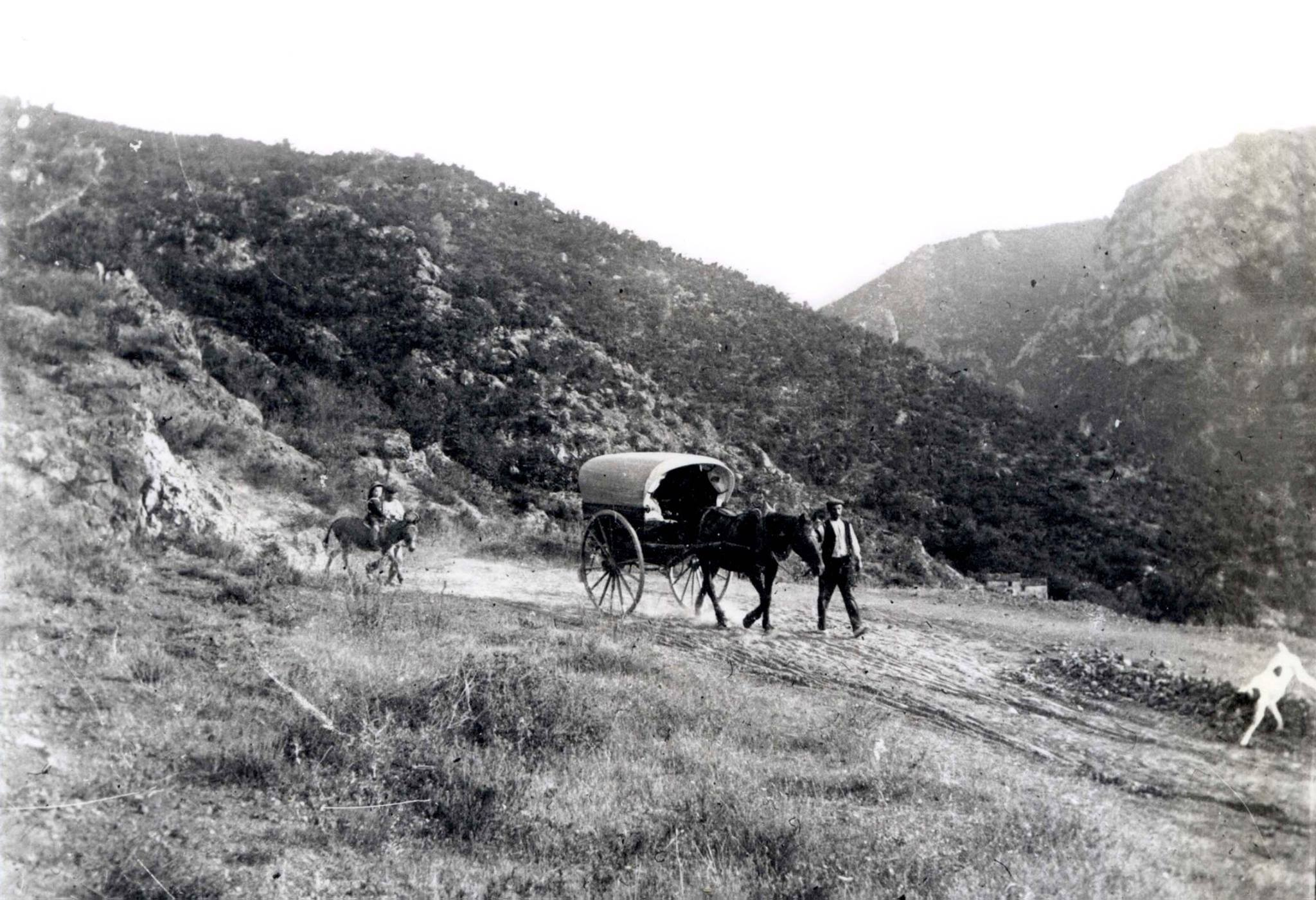
Una tartana circulant pel departament francès dels Pirineus Orientals, segle XIX